# Dumitru Bradea
Dumitru Bradea (n. 1878, Ponoară, Comitatul Bihor, Regatul Ungariei - d.1935, Ponoară, Regatul României) a fost un deputat în Marea Adunare Națională de la Alba Iulia, organismul legislativ reprezentativ al „tuturor românilor din Transilvania, Banat și Țara Ungurească”, cel care a adoptat hotărârea privind Unirea Transilvaniei cu România, la 1 decembrie 1918.

## Biografie
Dumitru Bradea s-a născut în 1878 în comuna Ponoară, Bihor, A avut patru clase primare. A decedat în Ponoară în anul 1935.

## Activitate politică
A luat parte la Marea Adunare Națională de la Alba Iulia de la 1 Decembrie 1918 , unde a votat Marea Unire ca delegat al cercului electoral Ponoară, Bihor.